# Jaramilloa
Jaramilloa är ett släkte av korgblommiga växter. Jaramilloa ingår i familjen korgblommiga växter.
Kladogram enligt Catalogue of Life:
| Jaramilloa | \| \| Jaramilloa hylibates \| \| \| \| \| \| Jaramilloa sanctae-martae \| \| \| \| |
|            | \| \| Jaramilloa hylibates \| \| \| \| \| \| Jaramilloa sanctae-martae \| \| \| \| |
|            | Jaramilloa hylibates                                                               |
|            |                                                                                    |
|            | Jaramilloa sanctae-martae                                                          |
|            |                                                                                    |